# Asura sagittaria
Asura sagittaria là một loài bướm đêm thuộc phân họ Arctiinae, họ Erebidae.